# Cirugía ocular
La cirugía ocular, también conocida como cirugía oftálmica o cirugía de los ojos, es la cirugía realizada en el ojo o sus anexos. La cirugía ocular forma parte de la oftalmología y es realizada por un oftalmólogo o cirujano ocular. El ojo es un órgano frágil y requiere el debido cuidado antes, durante y después de una intervención quirúrgica para minimizar o prevenir daños mayores. Un cirujano ocular es responsable de seleccionar el procedimiento quirúrgico adecuado para el paciente y de tomar las precauciones de seguridad necesarias. La cirugía ocular se menciona en varios textos antiguos que se remontan a 1800 a. C., y el tratamiento de las cataratas se inició en el siglo V a. C. Sigue siendo una clase de cirugía muy practicada, y se han desarrollado diversas técnicas para tratar los problemas oculares.

## Preparación y precauciones
Dado que el ojo está muy irrigado por nervios, la anestesia es esencial. La anestesia local es la más utilizada. La anestesia tópica con lidocaína en gel se utiliza a menudo para intervenciones rápidas. Dado que la anestesia tópica requiere la cooperación del paciente, la anestesia general suele utilizarse en niños, lesiones oculares traumáticas u orbitotomías importantes, y en pacientes aprensivos. El médico que administra la anestesia, o un enfermero anestesista o auxiliar de anestesia con experiencia en anestesia ocular, supervisa el estado cardiovascular del paciente. Se toman precauciones estériles para preparar la zona para la cirugía y reducir el riesgo de infección. Estas precauciones incluyen el uso de antisépticos, como povidona yodada, y paños, batas y guantes estériles.

## Cirugía ocular con láser
Aunque los términos cirugía ocular con láser y cirugía refractiva se utilizan habitualmente como si fueran intercambiables, no es así. Los láseres pueden utilizarse para tratar afecciones no refractivas (por ejemplo, para sellar un desgarro retiniano). La cirugía ocular con láser o cirugía láser de la córnea es un procedimiento médico que utiliza un láser para remodelar la superficie del ojo con el fin de corregir la miopía (visión corta), la hipermetropía (visión larga) y el astigmatismo (curvatura irregular de la superficie del ojo). Es importante destacar que la cirugía refractiva no es compatible con todo el mundo y que, en ocasiones, las personas pueden necesitar gafas después de la intervención.
Los últimos avances también incluyen procedimientos que pueden cambiar el color de los ojos de marrón a azul. Antes de proceder a la cirugía láser, el oftalmólogo debe certificar que el paciente es un candidato adecuado para la intervención y hay varios factores que deben tenerse en cuenta antes de realizarla.

## Cirugía de cataratas
Una catarata es una opacificación o nubosidad del cristalino del ojo debida al envejecimiento, a una enfermedad o a un traumatismo, que suele impedir que la luz forme una imagen nítida en la retina. Si la pérdida visual es significativa, puede estar justificada la extirpación quirúrgica del cristalino, y la potencia óptica perdida suele sustituirse por una lente intraocular de plástico. Debido a la alta prevalencia de cataratas, la extracción de cataratas es la cirugía ocular más común. Se recomienda reposo tras la cirugía.

## Cirugía del glaucoma
El glaucoma es un grupo de enfermedades que afectan al nervio óptico, provocan pérdida de visión y se caracterizan frecuentemente por un aumento de la presión intraocular. Existen muchos tipos de cirugía del glaucoma, y variaciones o combinaciones de esos tipos pueden facilitar la salida del exceso de humor acuoso del ojo para reducir la presión intraocular, y unos pocos que la reducen disminuyendo la producción de humor acuoso.

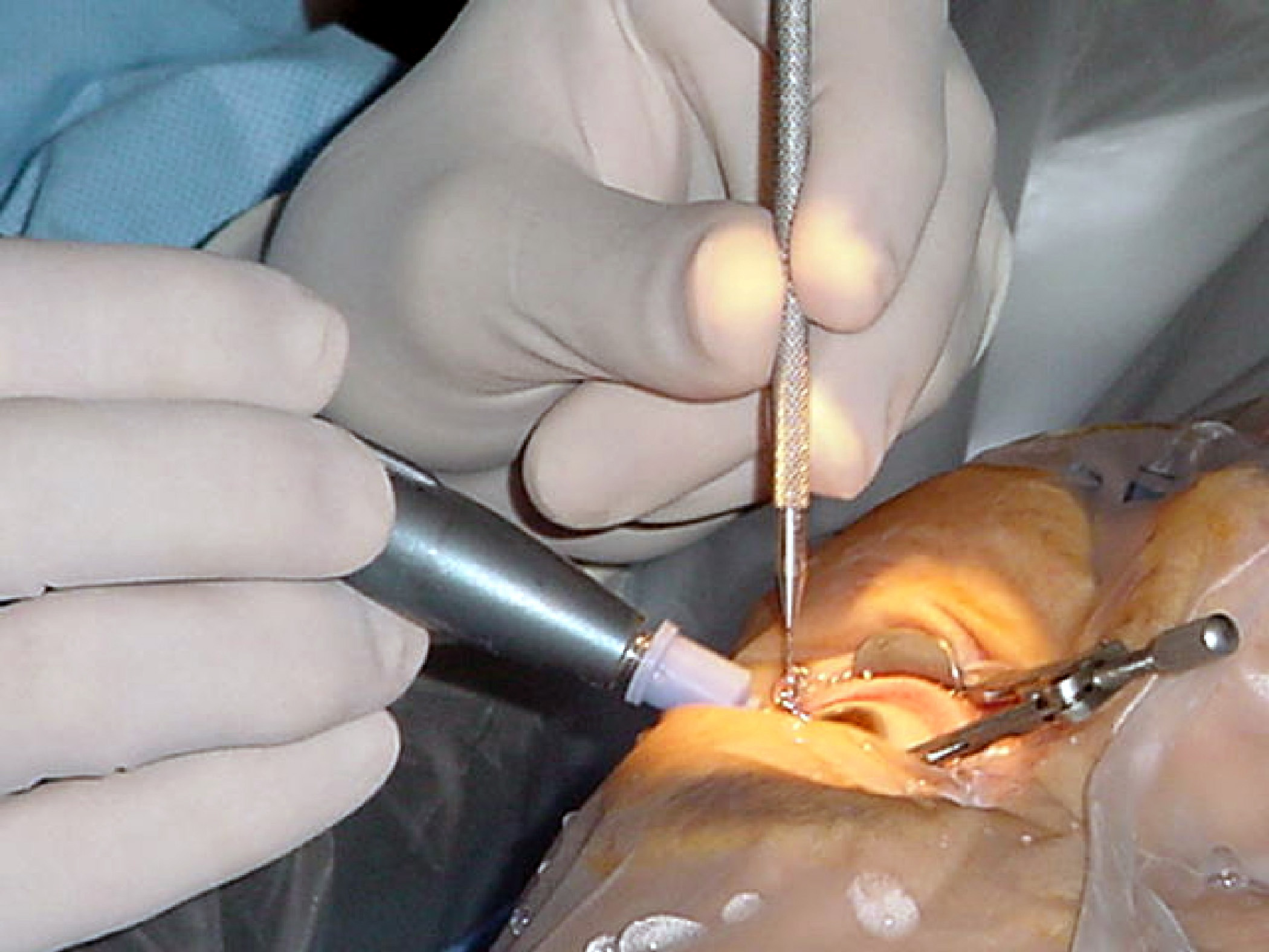
Cirugía de cataratas con sonda de facoemulsificación de abordaje temporal (en la mano derecha) y "chopper" (en la mano izquierda) bajo microscopio quirúrgico en un centro médico de la Marina.

### Canaloplastia
La canaloplastia es un procedimiento avanzado, no penetrante, diseñado para mejorar el drenaje a través del sistema de drenaje natural del ojo con el fin de proporcionar una reducción sostenida de la presión intraocular. La canaloplastia utiliza tecnología de microcatéteres en un procedimiento sencillo y mínimamente invasivo. Para realizar una canaloplastia, un oftalmólogo hace una pequeña incisión para acceder a un canal del ojo. Un microcatéter circunnavega el canal alrededor del iris, ampliando el canal de drenaje principal y sus canales colectores más pequeños mediante la inyección de un material estéril en forma de gel denominado viscoelástico. A continuación se retira el catéter, se coloca una sutura en el interior del canal y se tensa. Al abrir el canal, se puede reducir la presión dentro del ojo.

## Cirugía refractiva
La cirugía refractiva pretende corregir los errores de refracción del ojo, reduciendo o eliminando la necesidad de lentes correctoras.
- La queratomileusis es un método de remodelación de la superficie corneal para modificar su potencia óptica. Se rasura un disco de la córnea, se congela rápidamente, se rectifica con torno y, a continuación, se le devuelve su potencia original.
- Queratoplastia lamelar automatizada
- Queratomileusis in situ asistida por láser (LASIK).[13]
- Queratomileusis subepitelial asistida por láser (LASEK), también conocida como Epi-LASIK
- Queratectomía fotorrefractiva[14]
- Queratoplastia térmica con láser
- La queratoplastia conductiva utiliza ondas de radiofrecuencia para reducir el colágeno corneal. Se utiliza para tratar la hipermetropía de leve a moderada.[13]
- Las incisiones relajantes limbares corrigen pequeños astigmatismos
- Queratotomía astigmática, queratotomía arqueada o queratotomía transversal
- Queratotomía radial
- Queratotomía hexagonal
- La epiqueratofaquia consiste en la extirpación del epitelio corneal y su sustitución por un botón corneal cortado a torno.[15]
- Anillos intracorneales o segmentos de anillos corneales
- Lentes de contacto implantables
- Inversión de la presbicia
- Esclerotomía ciliar anterior
- Cirugía de refuerzo escleral para la mitigación de la miopía degenerativa
- Extracción de lentículos por incisión pequeña

## Cirugía de la córnea
La cirugía de la córnea incluye la mayor parte de la cirugía refractiva, así como:
- La cirugía de trasplante de córnea se utiliza para extirpar una córnea turbia/enferma y sustituirla por una córnea clara de un donante[15].
- Queratoplastia penetrante
- Queratoprótesis
- Queratectomía fototerapéutica[16]
- Escisión de pterigión
- Tatuaje de la córnea
- La osteo-odonto-queratoprótesis es una cirugía en la que se crea un soporte para una córnea artificial a partir de un diente y el hueso maxilar que lo rodea.[17] Se trata de un procedimiento aún experimental que se utiliza en pacientes con ojos gravemente dañados, generalmente por quemaduras.[18]
- Cirugía de cambio de color de los ojos mediante un implante de iris, conocido como Brightocular, o la eliminación de la capa superior de pigmento del ojo, conocida como procedimiento de estroma.[19]

## Cirugía vitreorretiniana

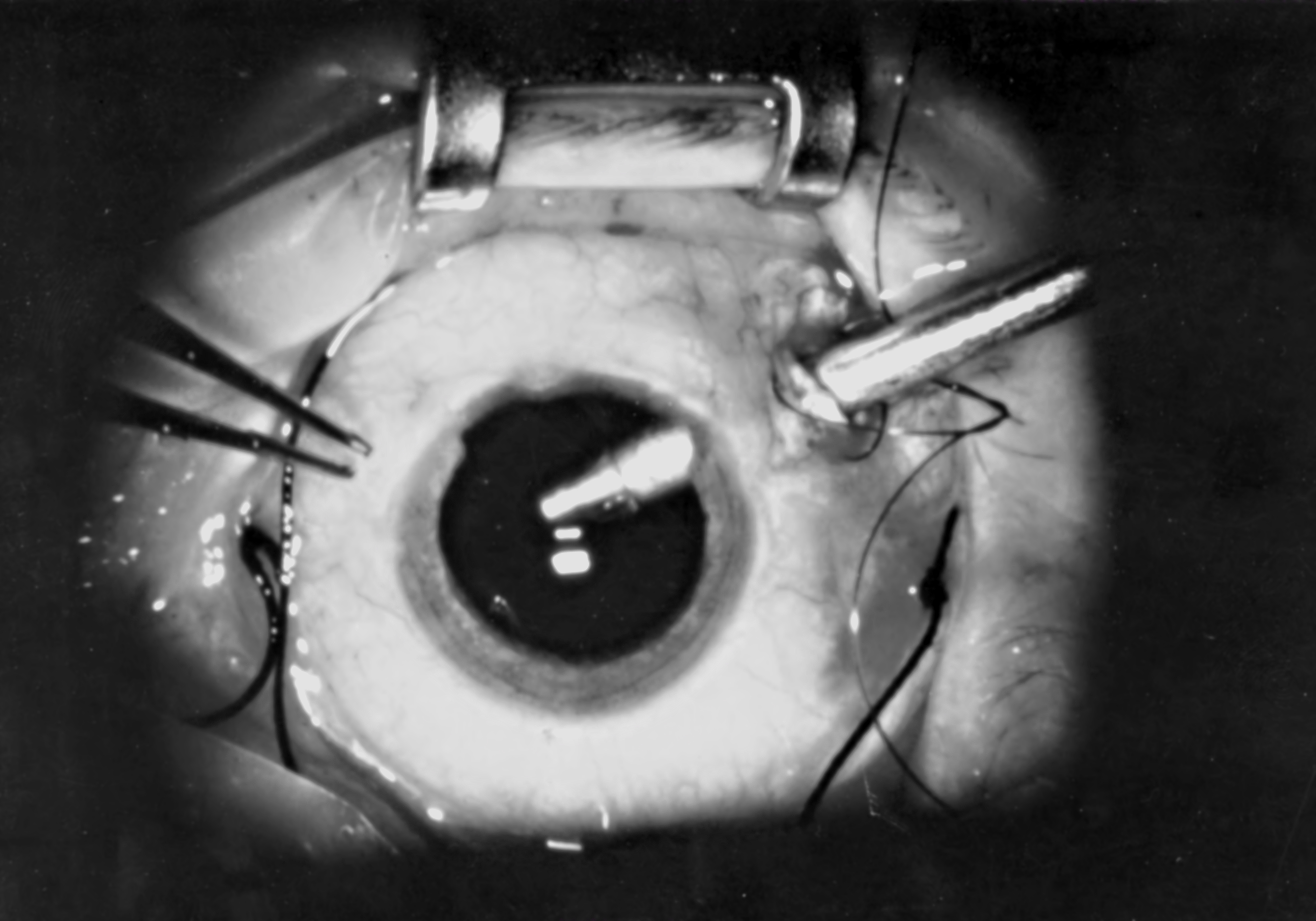
Vitrectomía

La cirugía vitreorretiniana incluye:
- Vitrectomía[20]
  - La vitrectomía anterior es la extirpación de la porción anterior del tejido vítreo. Se utiliza para prevenir o tratar la pérdida de vítreo durante la cirugía de cataratas o córnea, o para eliminar el vítreo mal colocado en afecciones como el glaucoma por bloqueo pupilar afáquico.
  - La vitrectomía pars plana o vitrectomía transpars plana es un procedimiento para eliminar opacidades y membranas vítreas a través de una incisión pars plana. Con frecuencia se combina con otros procedimientos intraoculares para el tratamiento de desgarros gigantes de retina, desprendimientos de retina traccionales y desprendimientos de vítreo posteriores.
- La fotocoagulación panretiniana es un tipo de terapia de fotocoagulación utilizada en el tratamiento de la retinopatía diabética.[21]
- Reparación del desprendimiento de retina
  - La ignipuntura es un procedimiento obsoleto que consiste en cauterizar la retina con un instrumento puntiagudo muy caliente.[22]
  - Una hebilla escleral se utiliza en la reparación de un desprendimiento de retina para indentar o "abrochar" la esclerótica hacia dentro, normalmente cosiendo un trozo de esclerótica preservada o caucho de silicona a su superficie.[23]
  - La fotocoagulación con láser, o terapia de fotocoagulación, es el uso de un láser para sellar un desgarro retiniano.[21]
  - Retinopexia neumática
  - La criopexia retiniana, o crioterapia retiniana, es un procedimiento que utiliza frío intenso para inducir una cicatriz coriorretiniana y destruir el tejido retiniano o coroideo.[24]
- Reparación del agujero macular
- Esclerectomía lamelar parcial[25]
- Esclerociclocoroidectomía lamelar parcial
- Esclero Tiroidectomía lamelar parcial
- La esclerotomía posterior es una abertura practicada en el vítreo a través de la esclerótica, por ejemplo para desprender retina o extraer un cuerpo extraño.[26]
- Neurotomía óptica radial
- Cirugía de translocación macular
  - mediante retinotomía de 360
  - mediante la técnica de imbricación escleral

## Cirugía de los músculos oculares

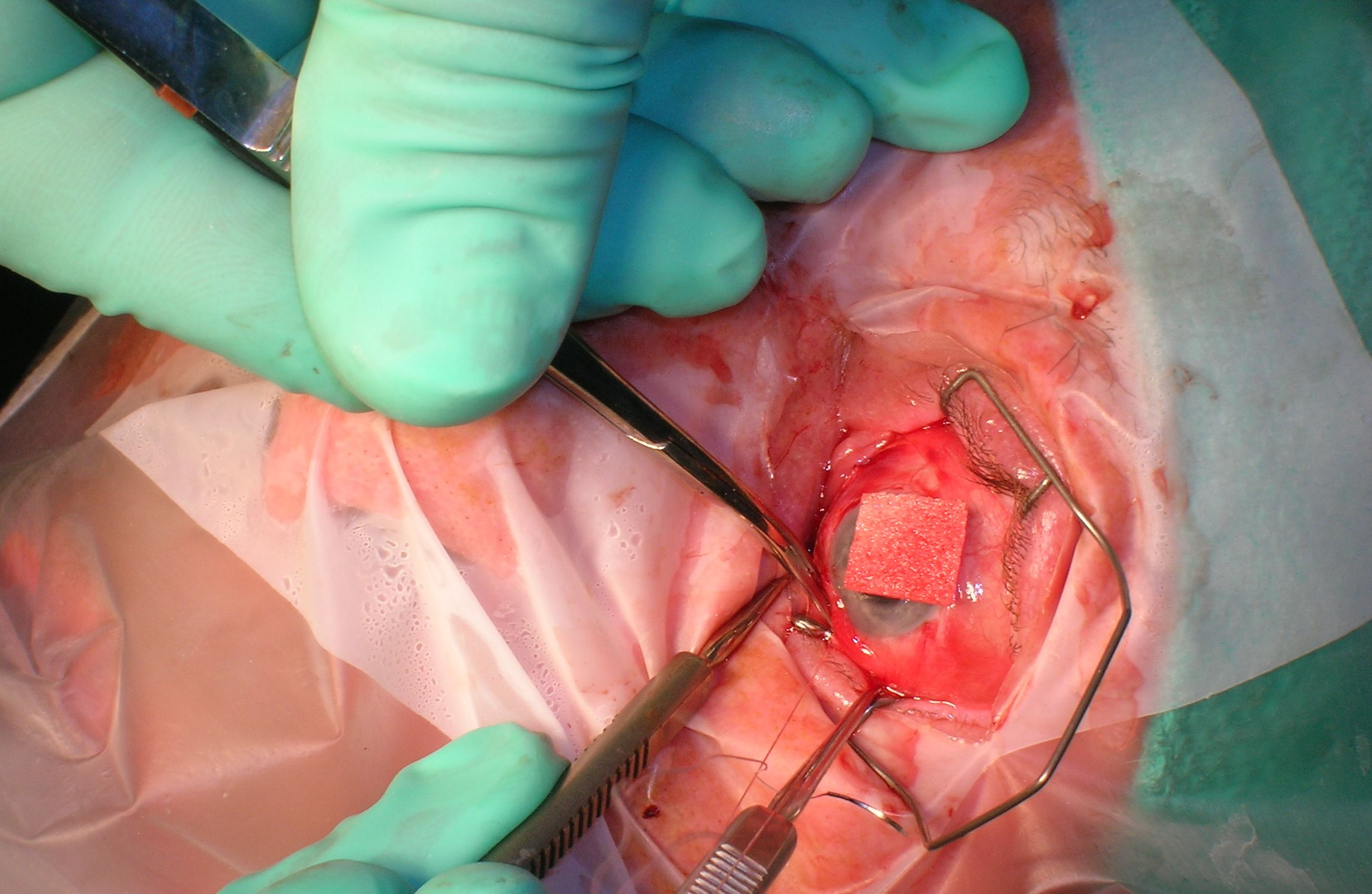
Aislamiento del músculo recto inferior

Con cerca de 1,2 millones de intervenciones al año, la cirugía de los músculos extraoculares es la tercera intervención ocular más frecuente en Estados Unidos.
- La cirugía de los músculos oculares suele corregir el estrabismo e incluye:[27][28]
- Procedimientos de aflojamiento o debilitamiento
  - La recesión consiste en desplazar la inserción de un músculo posteriormente hacia su origen.
  - Miectomía
  - Miotomía
  - Tenectomía
  - Tenotomía
- Procedimientos de endurecimiento o refuerzo
  - Resección
  - Inserción
  - El avance es el movimiento de un músculo ocular desde su lugar original de fijación en el globo ocular hasta una posición más adelantada.
- Procedimientos de transposición o reposicionamiento
- La cirugía de sutura ajustable es un método de reimplantación de un músculo extraocular mediante un punto que puede acortarse o alargarse en el primer día postoperatorio, para obtener una mejor alineación ocular.[29]

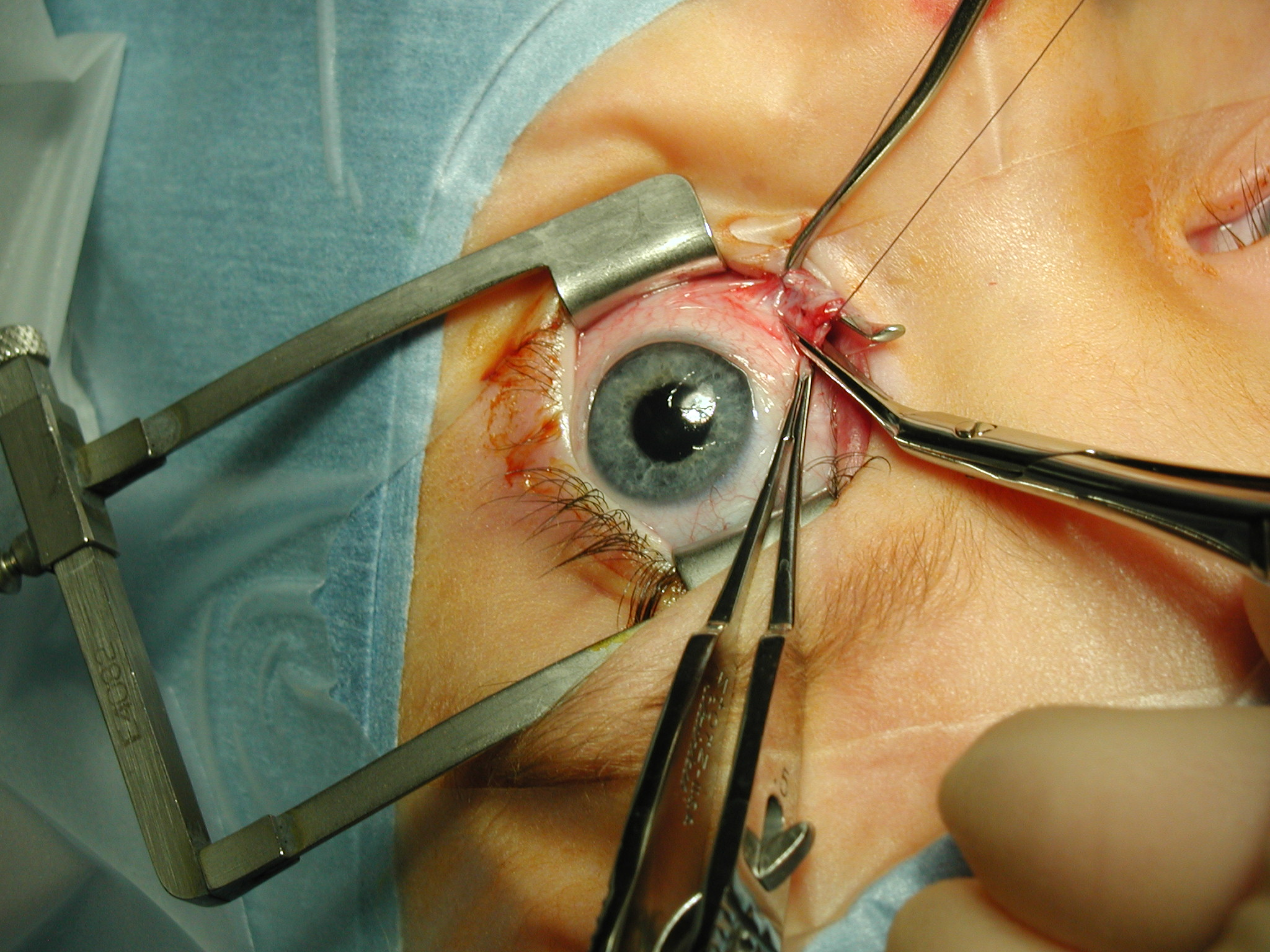
Desinserción del músculo recto medial, tras colocar sutura de vicryl.

## Cirugía oculoplástica
La cirugía oculoplástica, u oculoplástica, es la subespecialidad de la oftalmología que se ocupa de la reconstrucción del ojo y las estructuras asociadas. Los cirujanos oculoplásticos realizan procedimientos como la reparación de párpados caídos (blefaroplastia), reparación de obstrucciones del conducto lagrimal, reparaciones de fracturas orbitarias, extirpación de tumores dentro y alrededor de los ojos, y procedimientos de rejuvenecimiento facial que incluyen rejuvenecimiento cutáneo con láser, lifting ocular, lifting de cejas e incluso lifting facial. Los procedimientos más comunes son:

### Cirugía de párpados
- La blefaroplastia (lifting de párpados) es la cirugía plástica de los párpados para eliminar el exceso de piel o grasa subcutánea.[31] La blefaroplastia de Asia oriental, también conocida como cirugía de párpados dobles, se utiliza para crear un pliegue doble en los párpados de pacientes que tienen un pliegue único (monólido).
- Reparación de la ptosis del párpado caído
  - Reparación del ectropión[32]
- Reparación del entropión
- Resección del canto
  - La cantectomía es la extirpación quirúrgica de tejido en la unión de los párpados superior e inferior.[33]
  - La cantólisis es la división quirúrgica del canto.[33]
  - Cantopexia
  - La cantoplastia es la cirugía plástica del canto.[33]
  - Una cantorrafia es la sutura del canto externo para acortar la fisura palpebral.[33]
  - Una cantotomía es la división quirúrgica del canto, normalmente el canto externo.[33]
    - La cantotomía lateral es la división quirúrgica del canto externo.
- Epicantoplastia
- La tarsorrafia es un procedimiento en el que se cosen parcialmente los párpados para estrechar la abertura (es decir, la fisura palpebral).

### Cirugía orbitaria
- Reconstrucción orbitaria o prótesis oculares (ojos postizos)
- La descompresión orbitaria se utiliza para la enfermedad de Grave, una afección (a menudo asociada a problemas de tiroides hiperactiva) en la que los músculos del ojo se hinchan. Dado que la cuenca del ojo es ósea, la hinchazón no puede acomodarse y, como resultado, el ojo es empujado hacia delante en una posición protruida. En algunos pacientes, esto es muy pronunciado. La descompresión orbitaria consiste en extraer parte del hueso de la cuenca del ojo para abrir uno o varios senos y dejar espacio para el tejido inflamado y permitir que el ojo vuelva a su posición normal.

### Otras cirugías oculoplásticas
- Inyecciones de bótox
- Microdermoabrasión Ultrapeel
- Lifting endoscópico de frente y cejas
- Lifting facial (ritidectomía)
- Liposucción de cara y cuello
- Frontoplastia[34]

## Cirugía del aparato lagrimal
- La dacriocistorrinostomía o dacriocistorrinotomía es un procedimiento para restablecer el flujo de lágrimas hacia la nariz desde el saco lagrimal cuando el conducto nasolagrimal no funciona.[33][35]
- La canaliculodacriocistostomía es una corrección quirúrgica de un conducto lagrimal obstruido congénitamente en la que se extirpa el segmento cerrado y el extremo abierto se une al saco lagrimal.[33][36]
- La canaliculotomía consiste en cortar el punto lagrimal y el canalículo para aliviar la epífora.[33]
- La dacrioadenectomía es la extirpación quirúrgica de una glándula lagrimal.[33]
- La dacriocistectomía es la extirpación quirúrgica de una parte del saco lagrimal.[33]
- Una dacriocistostomía es una incisión en el saco lagrimal, normalmente para favorecer el drenaje.[33]
- La dacriocistotomía es una incisión en el saco lagrimal[33].

## Extracción del ojo
- La enucleación es la extirpación del ojo dejando intactos los músculos oculares y el contenido orbitario restante.[37]
- Una evisceración es la extracción del contenido del ojo, dejando intacta la cubierta escleral. Suele realizarse para reducir el dolor en un ojo ciego.[38]
- La exenteración es la extirpación de todo el contenido orbitario, incluidos el ojo, los músculos extraoculares, la grasa y los tejidos conjuntivos; suele realizarse en caso de tumores orbitarios malignos.[39]

## Otras intervenciones quirúrgicas
Muchos de estos procedimientos descritos son históricos y no se recomiendan debido al riesgo de complicaciones. En particular, se incluyen las operaciones realizadas en el cuerpo ciliar en un intento de controlar el glaucoma, ya que se han inventado cirugías mucho más seguras para el glaucoma, como el láser, la cirugía no penetrante, la cirugía de filtración protegida y los implantes de válvula de Seton.
- La ciliarotomía es una división quirúrgica de la zona ciliar en el tratamiento del glaucoma.[33]
- La cilectomía es la extirpación quirúrgica de una parte del cuerpo ciliar o la extirpación quirúrgica de una parte del margen de un párpado que contiene las raíces de las pestañas.[33]
- Una ciliotomía es una sección quirúrgica de los nervios ciliares.[33]
- Una conjuntivoanstrostomía es una abertura realizada desde el fondo de saco conjuntival inferior hasta el seno maxilar para el tratamiento de la epífora.[33]
- La conjuctivoplastia es la cirugía plástica de la conjuntiva.[33]
- La conjuntivorrinostomía es una corrección quirúrgica de la obstrucción total de un canalículo lagrimal mediante la cual se anastomosa la conjuntiva con la cavidad nasal para mejorar el flujo lagrimal.[33]
- Una corectomediálisis, o coretomediálisis, es una escisión de una pequeña porción del iris en su unión con el cuerpo ciliar para formar una pupila artificial.[33]
- Una corectomía, o coretomía, es cualquier operación quirúrgica de corte del iris a nivel de la pupila.[33]
- La corelisis es el desprendimiento quirúrgico de las adherencias del iris a la cápsula del cristalino o de la córnea.[33]
- Una coremorfosis es la formación quirúrgica de una pupila artificial.[33]
- Una coreoplastia, o coreoplastia, es una cirugía plástica del iris, normalmente para la formación de una pupila artificial.[33]
- Una coreoplastia, o pupilomodriasis con láser, es cualquier procedimiento que modifique el tamaño o la forma de la pupila[38]
- La ciclectomía consiste en la escisión de una parte del cuerpo ciliar.[33]
- Una ciclotomía, es una incisión quirúrgica del cuerpo ciliar, generalmente para el alivio del glaucoma.[33]
- La cicloanemización es una obliteración quirúrgica de las arterias ciliares largas en el tratamiento del glaucoma.[33]
- La ridectomía periférica con irido-diálisis consiste en la formación de una pupila artificial mediante el despegamiento y la extirpación de una porción del iris en su periferia.[33]
- Una iridodiálisis, a veces conocida como corediálisis, es una separación o desgarro localizado del iris de su unión al cuerpo ciliar.[33][38]
- La iridencleisis, o corenclisis, es un procedimiento quirúrgico para el glaucoma en el que se incide y encarcela una porción del iris en una incisión limbal.[33] (Subdividida en iridencleisis basal e iridencleisis total.)[40]
- La iridesis es una intervención quirúrgica en la que se introduce y encarcela una porción del iris en una incisión corneal con el fin de reposicionar la pupila.[33][41]
- La irido-corneo-esclerectomía es la extirpación quirúrgica de una parte del iris, la córnea y la esclerótica.[33]
- La iridociclectomía es la extirpación quirúrgica del iris y del cuerpo ciliar.[33]
- La irido-cistectomía es la extirpación quirúrgica de una porción del iris para formar una pupila artificial.[33]
- La irido-esclerectomía es la extirpación quirúrgica de una porción de la esclerótica y una porción del iris en la región del limbo para el tratamiento del glaucoma.[33]
- La irido-esclerotomía es la punción quirúrgica de la esclerótica y el margen del iris para el tratamiento del glaucoma.[33]
- La rinomectomía es la extirpación quirúrgica de una porción del canto interno.[33]
- La trepano-trabeculectomía se utiliza en el tratamiento del glaucoma crónico de ángulo abierto y del glaucoma crónico de ángulo cerrado.[40]